# (4930) Rephiltim
(4930) Rephiltim (1983 AO2) – planetoida z pasa głównego asteroid okrążająca Słońce w ciągu 5,53 lat w średniej odległości 3,13 j.a. Odkryta 10 stycznia 1983 roku.